# Klon Babimost
Klon Babimost – polski klub piłkarski z siedzibą w Babimoście. Został założony w 1945 lub we wrześniu 1947 r., jako Milicyjny Klub Sportowy Gwardia. Jego założycielem był komendant posterunku milicji Tecław. 

## Historia klubu
Klub został powstał w 1945 lub 1947 roku pod nazwą Gwardia Babimost. Drużyna piłkarska w części składała się z graczy z Nowego Kramska i Podmokli Wielkich, które miały długie tradycje piłkarstwa polonijnego. W sezonie 1948/1949 rywalizowała w grupie VII poznańskiej C klasy. Po rundzie jesiennej w siedmiozespołowej grupie zajmowała I miejsce z dorobkiem 11 punktów i bilansem bramkowym 15:5. W roku 1949 walczyła o wejście do B klasy. W ramach przygotowań do baraży, w czerwcu rozegrała spotkanie ze swoją imienniczką z Kargowej. Zespół z Babimostu wygrał 2:1. Niezbyt dobrze zaprezentował się w meczach o awans. W pierwszym przegrał w Lubsku z tamtejszą Zemszowianką 2:4, zremisował u siebie z Kolejarzem Zbąszynek 3:3 i w drugim spotkaniu z zespołem z Lubska 0:0. W styczniu 1950 r. resortowa "Gwardia" przystąpiła do Ludowych Zespołów Sportowych, odtąd występując pod szyldem LZS Zieloni. W rozgrywkach piłkarskich wielkie emocje budziły lokalne derby zespołu z Babimostu z drużyną Polonii Nowe Kramsko. W jednym z wydań "Głosu Wielkopolskiego", tak oceniał to poznański dziennikarz: "Spotkania piłkarskie dwuch najlepszych drużyn wiejskich powiatu wolsztyńskiego: […] uchodzą zawsze za "wielkie derby". Niestety spotkania te pod względem gry i zachowania się publiczności budzą przeważnie zawsze duże zastrzeżenia". W roku 1950 zespół LZS awansował do B klasy. W jednym z ligowych meczów został m.in. rozgromiony przez rezerwy Stali Zielona Góra 1:7. W tym samym roku przystąpiono do organizacji sekcji siatkówki i koszykówki oraz budowy boiska sportowego. Rok później, po zmianie systemu rozgrywek, babimojszczanie znaleźli się w sulechowskiej klasie powiatowej. Po pierwszej rundzie byli liderem z dorobkiem 13 punktów i bilansem 35:8. W 1952 awansowali do I klasy wojewódzkiej. W grupie II rywalizowali z: Ogniwem Zielona Góra, Stalą Ib Zielona Góra, Ogniwem Sulechów, Włókniarzem Nowa Sól, Kolejarzem Zbąszynek i Spójnią Świebodzin. LZS zajął 5 lokatę. Na początku 1957 zmienia nazwę na Babimojszczanka.
W maju 1959 r. doszło do fuzji Babimojszczanki i KS Babimost, a klub przeszedł pod kuratelę Wojska Polskiego i przyjął nazwę Wojskowy Klub Sportowy Obra Babimost. Na początku lat 60. zespół występował w rozgrywkach zielonogórskiej Ligi Okręgowej, która była III poziomem rozgrywkowym, a sezon 1963/1964 okazał się najlepszym w historii klubu. Obra zajęła 2. miejsce, jednak wycofała się z rozgrywek po zakończeniu sezonu. W roku 1963 zespół rozegrał kilka niezwykle interesujących spotkań towarzyskich. Wśród nich były: wygrany 7:3 pojedynek z reprezentującą poznańską ligę okręgową Dyskobolią Grodzisk Wlkp., przegrany 1:4 mecz z drugoligowym Śląskiem Wrocław. Prawdopodobnie nie doszło do skutku spotkanie w dniu 17 lipca 1963 r. w Sulechowie. W meczu tym Obra miała się zmierzyć z pierwszoligową Legią Warszawa z Lucjanem Brychczym i Bernardem Blautem w składzie.  
W dniu 2 sierpnia 1964 r. doszło do fuzji Zawiszy Sulechów i Obry Babimost. W wyniku połączenia powstał klub pod nazwą ZKS Piast Sulechów. Drużyny: seniorów ligi okręgowej, B klasy i trampkarzy rywalizowały na stadionie w Sulechowie, seniorzy A klasy i juniorzy rozgrywali swoje mecze w Babimoście. Pod koniec lat 60. drużyna ponownie przyjęła nazwę Babimojszczanka. 
W 1970 roku babimojszczanie osiągnęli finał Pucharu Polski na szczeblu zielonogórskiego OZPN, podczas którego ulegli Polonii Nowa Sól 1:3. W późniejszym okresie zmieniono nazwę klubu na Ludowy Klub Sportowy Klon Babimost. 
W 2015 roku gruntowny remont przeszedł stadion na którym występuje Klon, m.in. wybudowano bieżnię i zadaszoną trybunę na 540 miejsc siedzących. W sezonie 2021/2022 drużyna występuje w zielonogórskiej klasie B.

### Historyczne nazwy
- 1947 – Gwardia Babimost
- styczeń 1950 – Ludowy Zespół Sportowy Zieloni Babimost[25] /przystąpienie Gwardii do LZS/
- 1957 – Ludowy Zespół Sportowy Babimojszczanka Babimost
- 1959 – Wojskowy Klub Sportowy Obra Babimost
- 1964 – ZKS Piast Sulechów /fuzja Zawiszy Sulechów i Obry Babimost/[22]
- ?? – Ludowy Zespół Sportowy Babimojszczanka Babimost
- ?? – Ludowy Klub Sportowy Klon Babimost

## Sukcesy
- 2. miejsce w zielonogórskiej Lidze Okręgowej (III poziom): 1963/1964[26]
- finalista Pucharu Polski OZPN Zielona Góra: 1969/1970[23]

## Stadion
Klon rozgrywa mecze na Stadionie Centrum Sportu i Rekreacji przy ul. Królowej Jadwigi 3 w Babimoście. Dane techniczne obiektu:
- pojemność: 1000 (w tym 540 siedzących pod zadaszeniem)
- oświetlenie: brak
- wymiary boiska: 105 m x 68 m